# Tau Ceti g
| Data odkrycia            | 2017         |
| Charakterystyka orbity   |              |
| Ciało centralne          | Tau Ceti     |
| Półoś wielka             | 0,133 +0,001 |
| Ekscentryczność          | 0,06 +0,013  |
| Okres orbitalny (d)      | 20,0 +0,02   |
| Charakterystyka fizyczna |              |
| Masa (Ziemia)            | 1,8          |
| Masa (Jowisz)            | 0,00551      |

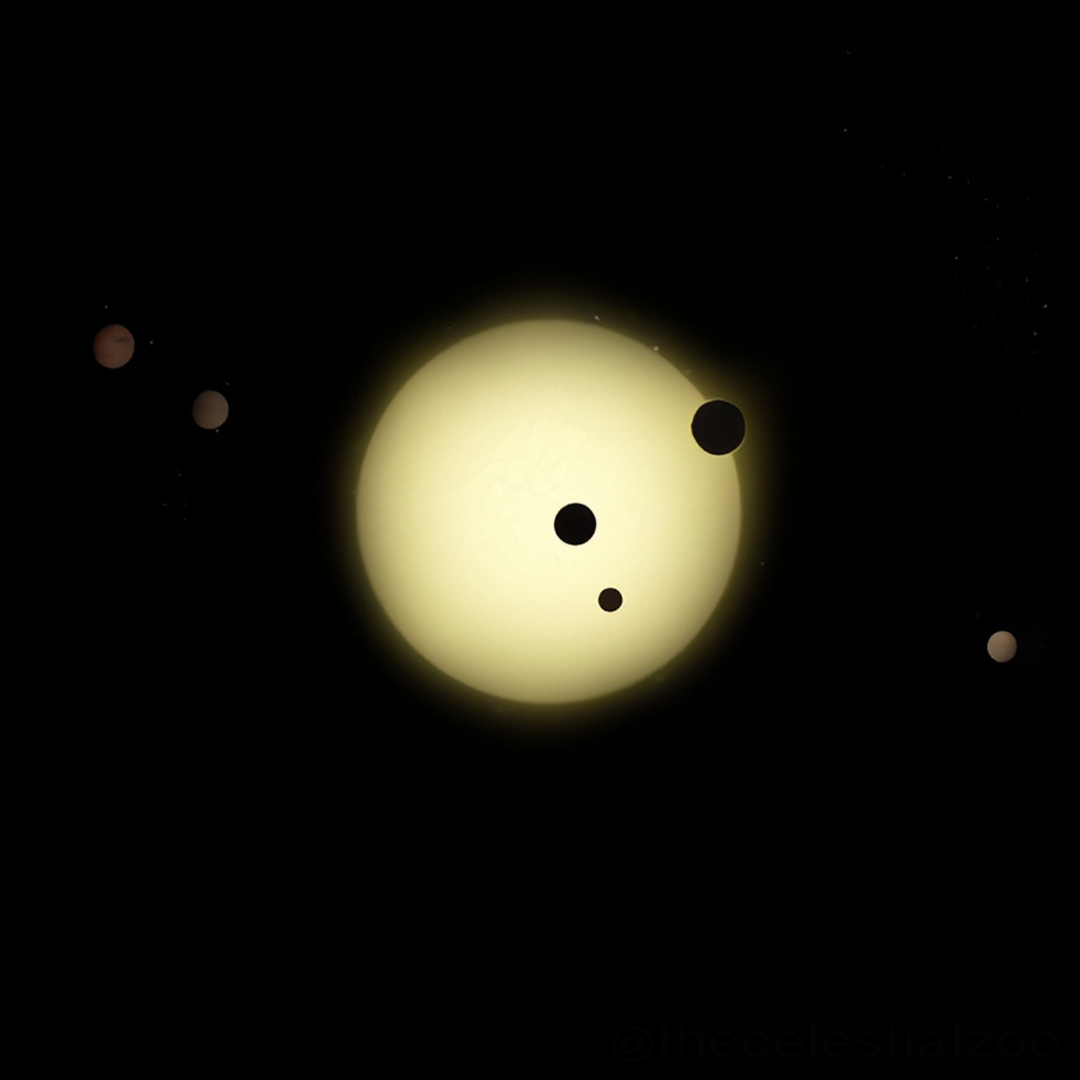
Wizja artystyczna Gwiazdy Tau Ceti i planet orbitujących wokół jej.

Tau Ceti g (tau Cet g, HD10700 g) – planeta pozasłoneczna typu superziemia okrążająca gwiazdę Tau Ceti.

## Nazwa
Nazwa planety pochodzi od nazwy gwiazdy, którą ciało to okrąża. Mała litera „g” oznacza, że jest to szósta odkryta planeta okrążająca tę gwiazdę.

## Odkrycie
Planetę odkryto jako Kandydatkę, a w 2017 roku potwierdzono jej istnienie.

## Charakterystyka

### Masa i orbita
Masa tej planety jest równa 1,8 masy Ziemi, co wskazuje, że najprawdopodobniej jest to planeta skalista. Jej okres orbitalny wynosi ok. 20 dni.

### Gwiazda centralna
Tau Ceti to Żółty karzeł, gwiazda podobna do Słońca. Ma ona masę równą 0,783 masy Słońca. Temperatura fotosfery gwiazdy to około 5344 K, jest ona odległa od Ziemi o 11,9 Roku świetlnego.
Gwiazda ta jest starsza niż Słońce, jej wiek szacowano dawniej na około 5,8 miliarda lat, ale obecnie za bardziej prawdopodobny uważa się wiek 7,6 mld lat.